# Fevernova

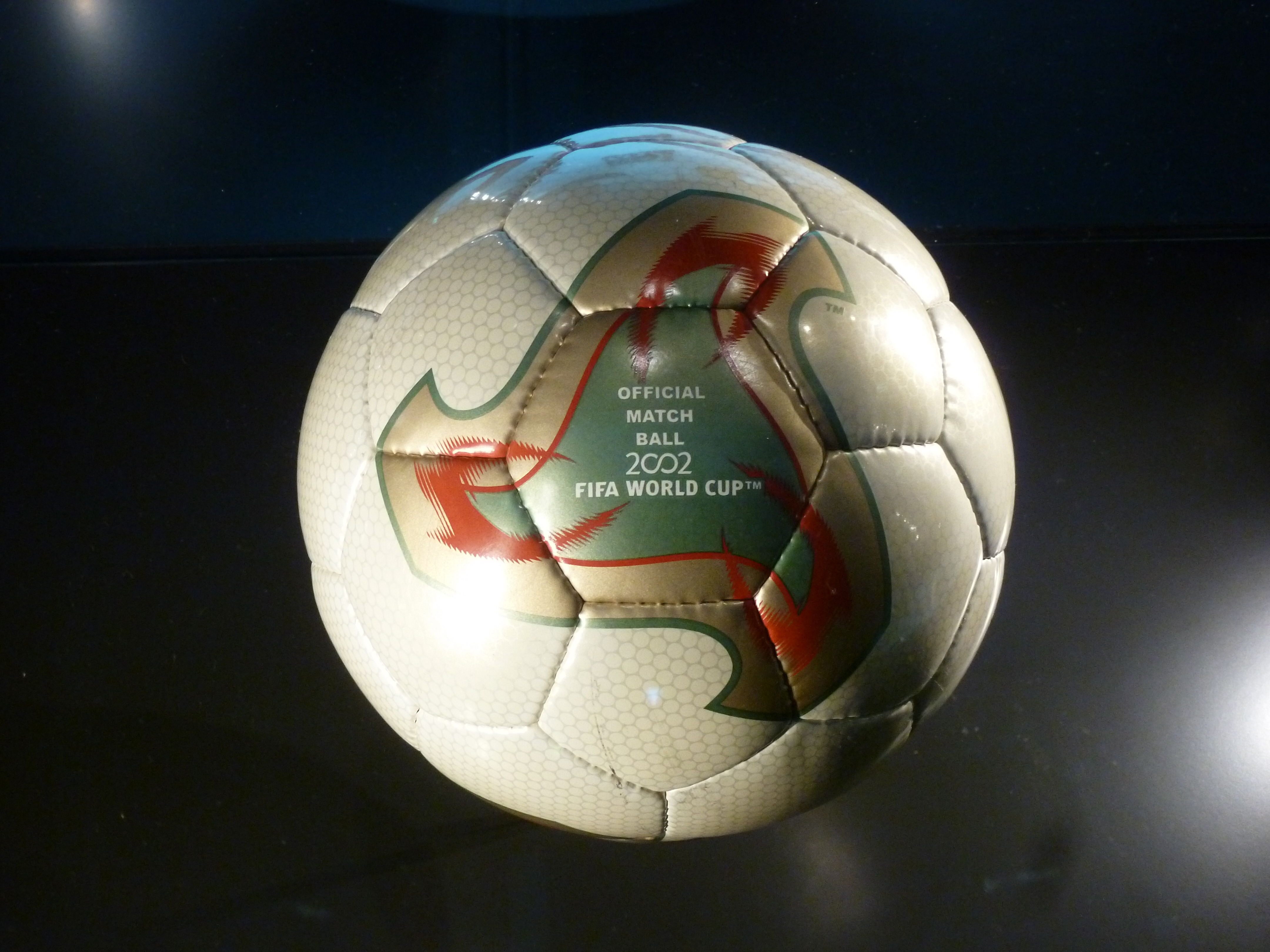
Pilota oficial de la Copa del Món de futbol de 2002. Museu alemany del futbol (2015).

Fevernova va ser la pilota de futbol oficial de la Copa del Món de Futbol Corea-Japó. Va ser la primera pilota Adidas a trencar amb el disseny clàssic Tango, que havia estat introduït el 1978.
La seva aparença colorida i revolucionària i la gamma de colors es basen completament en la cultura asiàtica. Es caracteritzava per la seva capa d'escuma refinada, que donava a la pilota un rendiment més òptim; i per la seva estructura de tres capes, que permetien una trajectòria més precisa i predictible de la pilota.
Aquesta pilota va ser molt criticada per la seva extrema lleugeresa però s'hi van marcar gols espectaculars durant el torneig. També va ser criticada a causa d'unes quantes sorpreses a les rondes eliminatòries.
Va ser fabricada a l'Índia i al Pakistan.